# Wola Mysłowska
Wola Mysłowska è un comune rurale polacco del distretto di Łuków, nel voivodato di Lublino.
Ricopre una superficie di 120,95 km² e nel 2004 contava 5 325 abitanti.